# Sarkofagen, Antarktis
Sarkofagen är ett berg i Antarktis. Det ligger i Östantarktis. Norge gör anspråk på området. Toppen på Sarkofagen är 2 560 meter över havet, eller 261 meter över den omgivande terrängen. Bredden vid basen är 2,0 km.
Terrängen runt Sarkofagen är huvudsakligen lite kuperad. Sarkofagen är den högsta punkten i trakten. Trakten är obefolkad. Det finns inga samhällen i närheten.